# Jack Clifford

a Compétitions nationales et continentales officielles uniquement.

b Matchs officiels uniquement.
Dernière mise à jour le 7 juin 2021.
Jack Clifford, né le 12 février 1993 à Brisbane, est un joueur international anglais de rugby à XV évoluant au poste de flanker ou de numéro 8. Il joue en Premiership au sein du club des Harlequins entre 2012 et 2020, ainsi qu'en équipe d'Angleterre entre 2016 et 2017.

## Biographie

### Carrière en club
Clifford commence le rugby à l'âge de 11 ans avec les jeunes des Cranleigh Mini's et de Cobham. Il rejoint le centre de formation des Harlequins deux ans plus tard.  
Titulaire pour la saison 2011-2012 d'une double licence avec les Ealing Trailfinders, club de ligue nationale, il fait ses débuts en championnat senior le 7 janvier 2012 contre Jersey. Il rejoint le club d'Esher la saison suivante selon un schéma analogue. Il fait ses débuts en senior avec les Harlequins en novembre 2012 comme remplaçant lors de la victoire 31-30 sur les Northampton Saints en Coupe anglo-galloise. En 2013, il retrouve les Ealing Trailfinders toujours selon le schéma de double licence.
En novembre 2015, il connait son premier capitanat avec les Harlequins lors d'un match contre les Cardiff Blues.
En août 2020, il est contraint de mettre un terme à sa carrière de joueur à cause de blessures répétées.

### Carrière internationale
Né en Australie d'un père kényan et d'une mère anglaise, Clifford a été capitaine de l'équipe d'Angleterre des moins de 18 ans et de l'équipe d'Angleterre des moins de 20 ans. Avec cette dernière, il remporte le championnat du monde junior de rugby à XV 2013.
En mars 2014, il est sélectionné en équipe d'Angleterre de rugby à sept pour les deux manches des Sevens Series au Japon et à Hong Kong. En mai 2015, il est appelé en équipe d'Angleterre pour un match non officiel contre Barbarians, lors duquel il marque un essai.
Clifford est appelé en sélection pour la première fois pour un match officiel le 13 janvier 2016 afin de préparer le Tournoi des Six Nations. Il obtient sa première cup le 6 février 2016 à Murrayfield lors du match de Calcutta Cup quand il remplace Chris Robshaw.

## Statistiques en équipe nationale
Jack Clifford compte 10 sélections, depuis sa première sélection le 6 février 2016 face à l'Écosse.
Il remporte le tournoi des 6 nations en 2016 (Grand chelem) et 2017.